# Чача
Ча́ча (груз. ჭაჭა) — грузинский крепкий спиртной напиток, относящийся к классу бренди из отжимки. Это спиртной напиток, получающийся из мезги (твёрдой фракции отжимки винограда) после брожения и перегонки.

## Название
Чача получила своё название благодаря материалу, из которого перегоняется напиток (также известен как «кахетинская водка»).

## Изготовление
Чача традиционно является напитком крестьян, но её также изготавливали на территории монастырей.
Чача не имела государственных стандартов изготовления, и в связи с этим не регулируется никакими органами. Таким образом изготовление может происходить как на простейших самогонных аппаратах, так и в промышленном масштабе. Несмотря на то, что последнее имеет место, на экспорт чачу практически не изготавливают. В 2011 году на напиток был оформлен патент грузинским центром национальной собственности «Сакпатенти».
Существует как домашнее (кустарное), так и промышленное производство на ликёро-водочных заводах, рецепты которого варьируются. Для изготовления чачи используются некондиционные для виноделия (недозревшие) гроздья винограда вместе с гребнями и отжимки, остающиеся после производства вина. При этом экспертами отмечается, что домашнее производство неизбежно оставляет в напитке вредные примеси, такие как метиловый спирт, фурфурол и другие.
Основное сырьё в Восточной Грузии — виноград сорта Ркацители, в Аджарии и Абхазии — Изабелла и Качич. Перегоняется два, реже один раз. Полученный виноградный дистиллят крепостью от 70 до 80 градусов разводят водой до нормы (не более 65 градусов) и бутилируют. Некоторые сорта выдерживают в дубовых бочках. При этом в Самегрело и Гурии встречается технология изготовления путём тройной дистилляции.
Современная технология изготовления чачи среди простых жителей подразумевает использование медного сосуда (чана) с трубой, а для того, чтобы закупорить отверстия, используют тесто из кукурузной муки.
В сентябре 2011 года власти Грузии оформили на чачу патент.

## Употребление
Обычно употребляется в чистом виде. Также применяется для изготовления различных коктейлей с добавлением свежих фруктов и льда. В крестьянской Грузии маленькую чарку чачи традиционно принято выпивать утром, особенно в холодную погоду. В Западной Грузии чачу закусывают сладким, а в Восточной — соленьями. В Абхазии чачу традиционно использовали в качестве аперитива, в настоящее время всё чаще как основной напиток неофициального застолья, особенно в зимнее время.
Чача обладает тонким ароматом исходного винограда. Это более крепкий напиток (55—60 % об.), чем большинство видов бренди, виски и водки, что следует учитывать при дозировке.
Грузинский обычай угощения чачей вызывает неоднозначную реакцию иностранцев. В частности, корреспондент «Би-би-си» по Европе пишет:

Гость — это подарок небес, как говорят в Грузии. Поэтому иностранных гостей потчуют едой и напитками, что радует (впрочем, не всегда хорошо для талии). Но «Тост!» — это фраза, устрашающая любого гостя, у которого впереди рабочий день. Появляется бутылка «чачи» — убойного грузинского шнапса — или большая пластиковая бутылка домашнего вина. И то, и другое пьётся большими чарками. Оправдания, что вам надо ехать обратно, шесть часов петляя по горным дорогам, не будут приняты. Вместо этого вам будет предложен ночлег и вы будете вовлечены в полномасштабное традиционное празднество.
Оригинальный текст (англ.)A guest is a gift from God, goes the saying in Georgia. So foreign visitors are plied with food and drink - an enjoyable experience, if not always good for the waistline. But "a toast!" is the phrase dreaded by any visitor with a busy work day ahead. Out comes a bottle of Chacha, the lethal Georgian schnapps, or a large plastic bottle of homemade wine. Both must be downed in large shots. Excuses that you have to drive back six hours along twisting mountain roads won't be accepted. Instead, you'll be offered a bed for the night, and be propelled into a full-scale traditional feast.

Помимо угощения гостей чачей в Грузии отмечается, что напиток с целью согрева пьют в холодную погоду. Различаются также закуски, подаваемые на стол вместе с чачей. Ряд специалистов считает, что напиток пьют вместе с традиционными блюдами грузинской кухни: шашлыком, овощами и фруктами; тем не менее это расходится с «традиционным» мнением, предписывающим пить чачу в чистом виде.

## Распространение
Чача является местным грузинским напитком, но в то же время о ней стало хорошо известно на территории бывшего СССР. В Европе существуют такие напитки, как итальянская граппа, португальская багасейра, французский марк и испанский орухо; каждый изготавливается по технологии, схожей с той, которую применяют в Грузии для создания чачи, но из других сортов винограда.
Чача является одним из предметов, которые популярны у туристов при посещении Грузии и соседних регионов. Так, например, она распространена и в России в Краснодарском крае. Напиток привозят из соседней Абхазии..

### Чача в жизни известных людей
По воспоминаниям Андрея Громыко, Иосиф Сталин на Ялтинской конференции подарил Уинстону Черчиллю и Франклину Рузвельту чачу, которая ранее им не была известна. При этом Сталин заметил: «Это, по-моему, лучшая из всех видов водки. Правда, я сам её не пью. Предпочитаю лёгкие сухие вина».

### Массовое отравление чачей в Сочи
В августе 2025 г. зафиксирована гибель не менее 10 человек после употребления чачи. Чача была изготовлена кустарным способом и продавалась на "Казачьем базаре" в городском округе Сириус, где и была приобретена пострадавшими. Предположительно, в состав чачи входил метанол, т.к. у пострадавших были схожие симптомы отравления метиловым спиртом.